# No One (chanson)
Vous lisez un « bon article » labellisé en 2010.
Pour les articles homonymes, voir No One.
Singles de Alicia Keys
Every Little Bit Hurts
(2006) Like You'll Never See Me Again
(2007)
Pistes de As I Am
Superwoman Like You'll Never See Me Again
No One est une chanson de Alicia Keys tirée de son troisième album studio, As I Am, sorti en août 2007. Écrit et produit par Keys, Kerry Brothers Jr. et George D. Harry, il s'agit du premier single de l'album. Ce single, qui est le plus gros succès d'Alicia Keys, arrive en première place de plusieurs classements du hit-parade, dont le Billboard Hot 100 pendant cinq semaines consécutives et le Billboard Hot R & B / Hip-Hop Songs durant dix semaines consécutives. No One se classe 42e au Billboard Hot 100 All-Time Top Songs et 14e au Billboard Hot 100 R & B / Hip-Hop Songs. Il s'agit de son deuxième single numéro un aux États-Unis après Fallin’ en 2001. En 2009, la chanson se classe à la sixième place du Billboard Hot 100 consacré aux meilleures chansons de la décennie.
La chanson remporte le prix de la meilleure performance R'n'B féminine et la meilleure chanson R'n'B aux Grammy Awards de 2008. Lors de la cérémonie, Alicia Keys la chante en duo avec John Mayer. No One est également la chanson la plus écoutée à la radio américaine en 2008 avec 3,08 milliards d'auditeurs.

## Sortie de la chanson
La chanson pouvait être entendue dès août 2007 après que Keys diffuse le clip sur son site officiel et sur le site de son fan club. Elle sort officiellement le 10 septembre 2007, et la première radio qui la diffuse est WVEE Atlanta le 29 août.
Keys effectue un medley de No One et de Freedom! '90 de George Michael aux MTV Video Music Awards 2007 le 9 septembre.

## Structure de la chanson

### Structure musicale

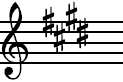
La chanson est composée dans une tonalité en mi majeur.

No One est une chanson de R'n'B écrite en mesure à 4 temps et dans une tonalité en mi majeur. C'est une chanson au rythme modéré à 90 battements par minute. Alicia Keys chante après quatre temps dans une tonalité basse. Les phrases de la chanson finissent généralement par un mélisme.
L'introduction musicale dure douze secondes et comprend des interventions avec un piano et un mellotron, mélangé à une bande son qui ressemble à celle d'un disque vinyle. Le thème de la chanson tient sur le pont et sur le refrain : le premier dure vingt secondes et le deuxième dure trente-trois secondes. Les instruments qui dominent dans la mélodie sont le piano, le mellotron et la guitare acoustique, instrument qui conclut le thème.

### Contenus des paroles
Alicia Keys a expliqué à MTV News Canada que la chanson parle des divers obstacles qui s'opposent à l'amour.
Les paroles de la chanson sont donc d'une nature romantique. Elles décrivent une relation entre deux amants, dans lequel la femme parle à l'homme. Le premier couplet est une introduction où Keys dit que la femme veut être pour toujours aux côtés de son amant et que la situation deviendra meilleure. La chanson fait place ensuite au pont, qui stipule que cette romance traversera « les jours et les nuits ». Cela crée une comparaison avec Keys qui ne se soucie pas de ce que les gens pensent de sa relation, en disant que tout ira bien.
Ensuite commence le refrain, qui répète sans cesse le titre de la chanson « No one », indiquant que « personne » ne peut faire obstacle à ce qu'elle ressent. Le couplet suivant est une déclaration de confiance de Keys à son partenaire, en disant que « quand la pluie tombe… elle sera toujours autour de nous ». Viennent ensuite le pont et le refrain.
Enfin, le dernier couplet compare sa relation avec les autres personnes dans le monde, en faisant valoir que beaucoup de gens cherchent à avoir une relation semblable à la sienne. Ensuite, Keys dit qu'elle connaît des gens qui souhaitent endommager sa relation et qui veulent les séparer, mais elle conclut que ce n'est pas grave parce que personne ne peut le faire. Enfin, la chanson se termine par un dernier refrain.

## Réception deNo One

### Réception de la critique
No One reçoit principalement des critiques positives. À cet égard, plusieurs affirment qu'il s'agit d'un thème avec un bon son de reggae. Le site AllMusic dit que As I Am ne suit pas le style de musique des précédents albums, en argumentant qu'il n'a pas autant de piano et de mélisme comme dans le passé et conclu que No One est prêt pour avoir une version reggae et aussi une version dance ; de même, le journal Chicago Tribune indique que « la chanson semble avoir été faite par Bob Marley ». La revue musicale Rolling Stone, déclare que la collaboration de Kerry « Krucial » Brothers sur l'album a été importante, en argumentant : « ils ont créé deux ballades puissantes… Go Ahead et l'inconditionnelle No One » et le magazine Slant Magazine, pendant l'enregistrement du disque, a parlé de No One et a fait ressortir le meilleur en la matière, en commentant :

« No One est très bon […] : sa composition en mesure à 4 temps, la manière dont Keys utilise ses tonalités acoustiques sur les claviers électroniques, la combinaison du style de Stevie Wonder et les phrases relatives à « tout ira bien », vibrant comme No Woman, No Cry et se combinant parfaitement avec sa voix, un timbre fort et génial. »

— Slant Magazine
Le journal The Guardian dit que la chanson ressemble à une nouvelle version de Where Is the Love? des Black Eyed Peas tandis que le journal The Boston Globe déclare que la chanson est « une chanson pleine de dynamite, que les rythmes du hip-hop brillent avec les rythmes soul présents sur l'album, comme dans le cas de No One ». L'hebdomadaire musical NME quant à lui déclare que : « No One porte la musique gospel dans des lieux obscurs ». L'hebdomadaire Entertainment Weekly, quant à lui, l'élit troisième meilleure chanson de 2007 derrière You Know I'm No Good de Amy Winehouse et Umbrella de Rihanna. Également, le journal The Village Voice classe la chanson 23e dans son annuel Pazz & Jop (qui est un classement sous forme de sondage sur les avis des critiques musicaux) en 2007 (ex aequo avec Dashboard de Modest Mouse, I'm A Flirt (remix) de R. Kelly avec T.I. et T-Pain, et Girlfriend d'Avril Lavigne). Enfin, le magazine Billboard donne à la chanson un accueil favorable car le magazine déclare que la chanson « est une chanson énergique, classique, désespérante et brillante ».
Pour Charles Decant de Ozap.com, No One est une « ballade soul qui respire la classe » et il dit également que « le titre est accrocheur et parfaitement interprété, même si Alicia a un peu trop tendance à faire dans la démonstration vocale comparé à ses anciens singles ».

### Réception du public

#### Aux États-Unis…
Après seulement une journée de diffusion, No One entre dans le Billboard Hot R&B/Hip-Hop Songs à la soixante-cinquième place pendant la semaine du 8 septembre 2007. Sept semaines plus tard, elle atteint la première position et s'y maintient pendant dix semaines, ce qui en fait le cinquième single numéro un de la chanteuse. No One se fera rattraper ensuite par une autre chanson d'Alicia Keys Like You'll Never See Me pendant la première semaine de 2008. La chanson fait ses débuts en quinzième place au Billboard Under Hot 100 Singles la semaine du 15 septembre 2007 (ce qui correspond à la 115e place) et réussit à atteindre la soixante-et-unième place du Billboard Hot 100 la semaine suivante sans le bénéfice des téléchargements payants. La semaine suivante, la chanson se place quinzième au classement des téléchargements numériques, et atteint la première place la semaine du 1er décembre 2007, y restant pendant cinq semaines, avant de se faire remplacer par Apologize de Timbaland et OneRepublic. Si la chanson est le troisième single de la chanteuse à atteindre le sommet de ce classement, il faut remonter à 2001 pour retrouver le précédent single d'Alicia Keys numéro un ; il s'agissait de Fallin’. Le succès de No One marque le retour de la chanteuse parmi les vingt premiers du Billboard Hot 100 depuis trois ans ; sa dernière apparition était Karma, en vingtième position. En outre, No One se classe sur onze autres classements du Billboard qui sont les suivants : le Hot 100 Airplay (pendant quatorze semaines consécutives ; la plus grande durée au sommet du classement depuis We Belong Together de Mariah Carey en 2005 qui était resté seize semaines numéro un), le Hot R&B/Hip-Hop Airplay, le Hot Adult R&B Airplay, le Pop 100, le Pop 100 Airplay, le Top 40 Mainstream, le Rhythmic Top 40, le Hot Digital Songs, le Hot Digital Tracks, le Hot RingMasters, et enfin le Hot Videoclip Tracks. La chanson se classe également troisième au top 100 des hits de 2008.

#### … et dans le reste du monde

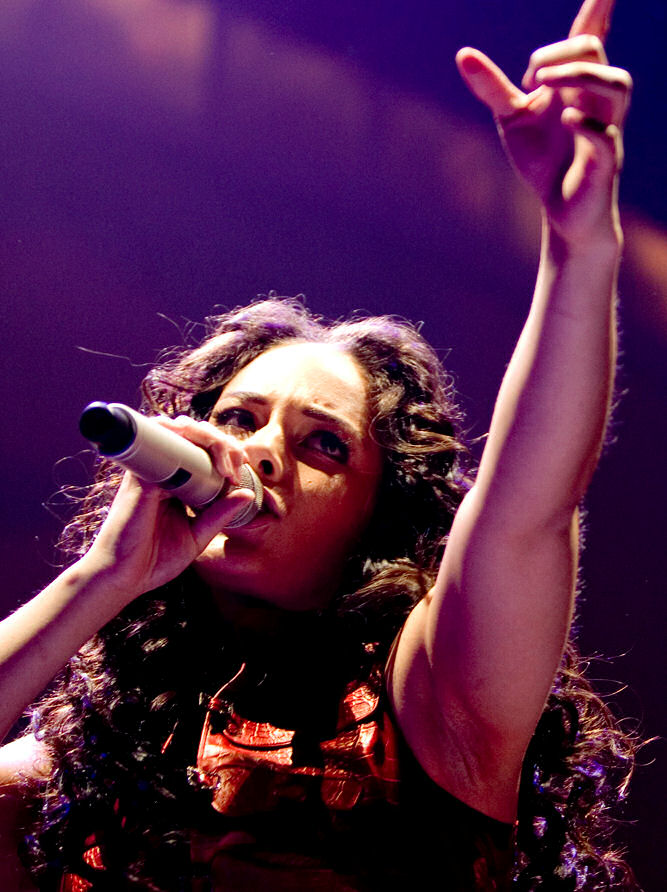
Alicia Keys lors d'un concert au Portugal où No One a été un grand succès.

No One est un énorme succès en Europe, car elle atteint la deuxième place au European Hot 100 Singles ainsi que la première place en Suisse et en Hongrie, tout en rentrant dans le top 5 des classements musicaux en France, Allemagne, Italie, Portugal, aux Pays-Bas, en Belgique, Autriche, Suède, Slovaquie et en Turquie, et atteint le top dix au Royaume-Uni (où le single devient le premier à entrer dans le top dix depuis Fallin’, avec un pic à la sixième place, et vendu à plus de 200 000 exemplaires), en Irlande, Espagne, Danemark et en Norvège. No One est entré dans le UK Singles Chart deux fois depuis sa sortie officielle, les deux fois grâce à la télévision (d'abord, après avoir été chanté par une candidate dans Britain's Got Talent puis, par Alicia Keys elle-même pendant un medley dans The X Factor). En mai 2009, il rentra cinquante-quatrième et en décembre 2009, il rentra cinquante-et-unième. Au total, No One passe vingt-neuf semaines dans le top 100 singles du Royaume-Uni, y devenant de loin son single le plus vendu. Enfin, la chanson est également très appréciée en Océanie, s'installant trois semaines consécutives à la troisième place en Australie et six semaines non-consécutives deuxième en Nouvelle-Zélande.
Entre le 22 et le 25 octobre, No One gagne 14,3 % en diffusion à la radio, ce qui marque de nouveau le succès de la chanson. L'album As I Am est également numéro un cette semaine-là.

## Clip vidéo

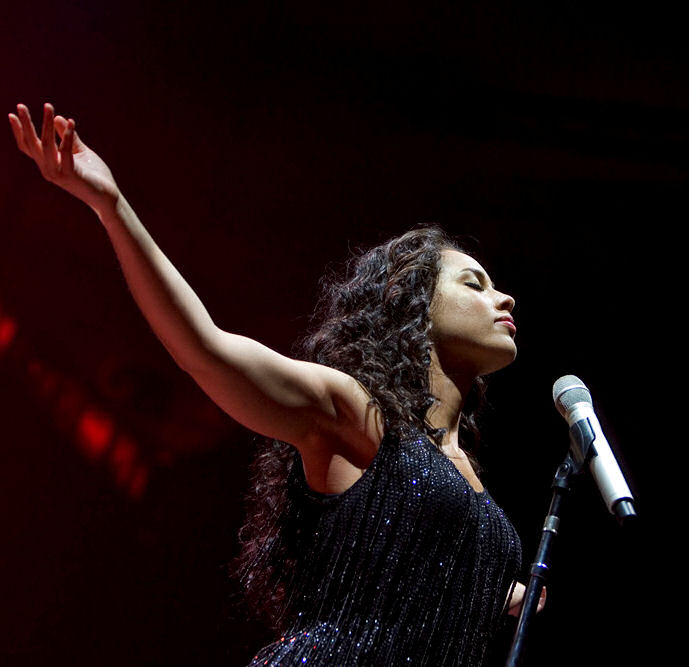
Dans de nombreuses scènes de la vidéo, Keys apparaît avec un micro et un clavier électronique.

Le clip vidéo, réalisé par Justin Francis, tourné en avril 2007. se compose de quatre parties : la première montre Alicia Keys assise sur une chaise dans une pièce vide ; la seconde montre une pièce décorée d'instruments de musique dans laquelle elle chante accompagnée d'un clavier ; dans la troisième: elle est d'abord seule, jouant du piano dans une rue pluvieuse, avant d'être rejointe par des dizaines de personnes ; dans la dernière partie: elle est dans une discothèque à l'éclairage bleu. À la fin du clip, on la voit chanter dans chacune des quatre parties précédemment cités.
La vidéo est d'abord diffusée sur BET le 24 septembre 2007 ; elle fait ensuite ses débuts dans 106 and Park à la dixième place le lendemain. Le clip est diffusé pour la première fois sur Yahoo! Music le 25 septembre à la cinquième place, ainsi que dans Total Request Live le 4 octobre, puis dans l'émission de VH1 VSpot Top 20 Countdown à la troisième place. Dans toutes ces émissions, elle parvient rapidement à décrocher la première place. La vidéo se classe vingt-deuxième sur Top 40 des vidéos de 2007 diffusée sur VH1 et au numéro deux sur « Top 100 des vidéos de l'année 2007 » sur BET,.
En octobre 2009, la vidéo officielle est visionnée plus de 84 millions de fois sur YouTube, et prend la cinquième place du classement des vidéos les plus vues de tous les temps ainsi que la quatrième place de ce même classement dans la catégorie musique.

## Utilisations de la chanson
No One est utilisée dans la bande-annonce de la comédie romantique 27 Robes, ainsi que dans l'épisode Burning Questions (Jalousie enflammée) de Ugly Betty initialement diffusé le 1er mai 2008. Felicia Barton a chanté la chanson le 3 mars 2009 dans la huitième saison d'American Idol. Natalie Okri, âgée de 10 ans, a interprété la chanson dans la 3e saison de Britain's Got Talent lors de la sixième audition de l'émission, diffusée le 16 mai 2009, recevant des critiques élogieuses de la part des jurés et une standing ovation du public. Dans le film de 2009 Alvin et les Chipmunks, les Chipettes chantent la chanson avec la chanteuse philippine Charice Pempengco. Cette version a été publiée sur la bande-originale du film, le 1er décembre 2009.
Enfin, il existe également des versions remixées de la chanson avec Lil' Kim, Damian Marley, Junior Reid, Beenie Man, Barbee, et Kanye West. Le remix officiel avec le rappeur Cassidy et produit par Swizz Beatz a un rythme semblable à la version originale.

## Liste des titres
CD single
1. No One (Version Album)
2. No One (Curtis Lynch Reggae Remix)
3. Superwoman (Live)
4. No One (Vidéo)

Single 2 titres
1. No One (Album Version)
2. No One (Curtis Lynch Reggae Remix)

CD single promo au Japon
1. No One (Curtis Lynch Reggae Remix)
2. No One (Reggae Remix featuring Damian Marley)

## Personnel

### Musiciens
- Alicia Keys – chants, piano, Roland Jupiter-8, vocoder, mellotron.
- Steve Mostyn – guitare acoustique, basse.

### Production
| - Alicia Keys – productrice - Kerry Brothers, Jr – producteur - Dirty Harry – coproducteur - Ann Mincieli – ingénieur du son - Brendan Dekora – assistant ingénieur | - Zach Hancock – assistant ingénieur - Stu White – assistant ingénieur - Manny Marroquin – mixage - Jared Robbins – assistant mixage |

## Classement
Les tableaux ci-dessous nous présente le classement de la chanson dans différents pays en 2007 et en 2008 puis le classement de la chanson dans les classements de fin d'année et enfin le dernier tableau nous présente les différentes certifications que la chanson a reçu.
| Pays                                       | Meilleure position |
| ------------------------------------------ | ------------------ |
| Australie                                  | 3                  |
| Australie (Classement des singles urbains) | 2                  |
| Autriche                                   | 3                  |
| Canada                                     | 2                  |
| Europe                                     | 2                  |
| Finlande                                   | 17                 |
| France                                     | 5                  |
| Allemagne                                  | 3                  |
| Allemagne (Classement des singles urbains) | 2                  |
| Irlande                                    | 8                  |
| Italie                                     | 2                  |
| Nouvelle-Zélande                           | 2                  |
| Slovaquie                                  | 3                  |
| Espagne                                    | 8                  |
| Suisse                                     | 1                  |
| Royaume-Uni                                | 6                  |
| Billboard Hot 100                          | 1                  |
| Billboard Hot R&B/Hip-Hop Songs            | 1                  |

| Pays                                    | Meilleure position |
| --------------------------------------- | ------------------ |
| Billboard Pop 100                       | 1                  |
| Billboard Smooth Jazz Songs             | 17                 |
| Billboard Hot Latin Songs               | 22                 |
| Classement (2008)                       | Meilleure position |
| Belgique (Néer.)                        | 4                  |
| Belgique (Fr.)                          | 5                  |
| République tchèque                      | 13                 |
| Danemark                                | 7                  |
| Pays-Bas                                | 3                  |
| Hongrie                                 | 1                  |
| Japon                                   | 61                 |
| Norvège                                 | 8                  |
| Portugal                                | 2                  |
| Roumanie                                | 12                 |
| Suède                                   | 5                  |
| Turquie                                 | 2                  |
| Billboard Hot Adult Contemporary Tracks | 9                  |

| Pays                                        | Meilleure position |
| ------------------------------------------- | ------------------ |
| Australie (Classement des singles urbaines) | 11                 |
| Suisse                                      | 24                 |
| Royaume-Uni                                 | 49                 |
| Classement (2008)                           | Meilleure position |
| Australie (Classement des singles)          | 47                 |
| Autriche                                    | 23                 |
| Belgique (Néer.)                            | 22                 |
| Belgique (Fr.)                              | 17                 |
| Canada                                      | 7                  |
| Pays-Bas                                    | 36                 |
| Europe                                      | 7                  |
| France                                      | 48                 |
| Allemagne                                   | 22                 |
| Japon                                       | 40                 |
| Espagne                                     | 25                 |
| Billboard Hot 100                           | 3                  |
| Billboard Hot R&B/Hip-Hop Songs             | 8                  |
| Billboard Pop 100                           | 15                 |
| Billboard Hot Adult Contemporary Tracks     | 17                 |

| Pays             | Organisme  | Certification | Ventes    |
| ---------------- | ---------- | ------------- | --------- |
| Australie        | ARIA       | Platine       | 70 000    |
| Belgique         | IFPI       | Or            | 25 000    |
| Canada           | CRIA       | 2 × Platine   | 80 000    |
| Danemark         | IFPI       | Platine       | 15 000    |
| Allemagne        | IFPI       | Or            | 150 000   |
| Nouvelle-Zélande | RIANZ      | Platine       | 15 000    |
| Espagne          | PROMUSICAE | 2 × Platine   | 80 000    |
| Suède            | IFPI       | Or            | 20 000    |
| Royaume-Uni      | BPI        | Argent        | 200 000   |
| États-Unis       | RIAA       | 3 × Platine   | 3 000 000 |